# Coccoloba schwackeana
Coccoloba schwackeana är en slideväxtart som beskrevs av Gustav Lindau. Coccoloba schwackeana ingår i släktet Coccoloba och familjen slideväxter. Inga underarter finns listade i Catalogue of Life.